# Alexandr Ziuzin
Alexandr Víktorovich Ziuzin (en ruso: Александр Викторович Зюзин; Zhivet, URSS, 5 de febrero de 1976) es un deportista ruso que compitió en remo.
Ganó una medalla de bronce en el Campeonato Europeo de Remo de 2007, en la prueba de cuatro sin timonel ligero. Participó en dos Juegos Olímpicos de Verano, ocupando el décimo lugar en Sídney 2000 y el octavo en Atenas 2004, en el cuatro sin timonel ligero.

## Palmarés internacional
| Campeonato Europeo | Campeonato Europeo | Campeonato Europeo | Campeonato Europeo        |
| Año                | Lugar              | Medalla            | Prueba                    |
| ------------------ | ------------------ | ------------------ | ------------------------- |
| 2007               | Poznań (Polonia)   | Medalla de bronce  | Cuatro sin timonel ligero |